# Held van Wit-Rusland
De Held van Wit-Rusland (Wit-Russisch: Герой Беларусі; Lacinka: Hieroj Biełarusi; Russisch: Герой Беларуси), een eretitel in navolging van de vroegere Held van de Sovjet-Unie, draagt een kleine Gouden ster, gelijkend op de beroemde Gouden Ster van de Helden van de Sovjet-Unie, aan een lint in de kleuren groen en rood zoals in de vlag van Wit-Rusland. De orde werd op 13 april 1995 ingesteld.